# Spathoglottis × parsonsii
Spathoglottis × parsonsii är en orkidéart som beskrevs av Oakes Ames och Eduardo Quisumbing y Argüelles. Spathoglottis parsonsii ingår i släktet Spathoglottis och familjen orkidéer.
Artens utbredningsområde är Filippinerna. Inga underarter finns listade i Catalogue of Life.